# Cuesta de Moyano
La cuesta de Moyano es el nombre popular con el que se conoce a la calle de Claudio Moyano de Madrid, famosa por las casetas de venta de libros (muchas de ellas, de libreros de viejo o de segunda mano) que están instaladas junto a la verja del Jardín Botánico. La calle comunica el paseo del Prado con el parque del Retiro y actualmente está peatonalizada. Recibe su nombre del político zamorano Claudio Moyano, autor de la Ley de Instrucción Pública de 1855 y que tiene una estatua de bronce en el arranque de la subida. Al final de la cuesta hay otra estatua dedicada al escritor vasco Pío Baroja. Esta estatua broncínea anteriormente estaba situada en el interior del parque del Retiro.

## Historia

### Antiguo zoológico
La Cuesta de Moyano se asienta sobre terrenos que pertenecieron al desaparecido Real Sitio del Buen Retiro, un conjunto de palacios, jardines y bosques construido por el conde-duque de Olivares (1587-1645) para disfrute de Felipe IV (1605-1665), de quien era su valido. En 1774 Carlos III (1716-1788) fundó en este lugar un zoológico, dentro de un proyecto ilustrado que pretendía dotar a la capital de una zona dedicada al estudio de las Ciencias Naturales y del que también formaban parte el Real Jardín Botánico, el Gabinete de Historia Natural (hoy Museo del Prado) y el Real Observatorio Astronómico. El zoo fue trasladado a finales del siglo XVIII junto a la Puerta de Alcalá y en 1830 fue llevado al sector oriental del Retiro, siguiendo indicaciones de Fernando VII (1784-1833), con el nombre de Casa de Fieras. En 1972 se inauguraron las actuales instalaciones del Zoo Aquarium de la Casa de Campo.

### Uso ferial
Existieron en Madrid ferias desde la época de dominación árabe, e incluso en los primeros siglos tras la Reconquista, El 18 de abril de 1447 Juan II de Castilla permitió celebrar dos ferias anuales de quince días de duración cada una. Las ferias madrileñas, que se celebraban del 8 de mayo y del 21 de septiembre, tuvieron un efecto reclamo sobre comerciantes y compradores regionales. A finales del siglo XV ya formaban parte de la vida cotidiana de los madrileños. Se producían de forma espontánea en diferentes calles, algunas como la feria de San Mateo, la de la Cebada, la de la Plaza mayor, etc. Algunas de ellas eran itinerantes. El desarrollo urbano y la aparición de locales especializados en lugares físicos (las denominadas tiendas) las hicieron ir desapareciendo.
Una de las ferias que sobrevivió a finales del siglo XIX fue la existente en Atocha, en la que se ofrecían diversos productos elaborados, entre ellos, libros. En 1919 este sector de libreros abandonó Atocha para situarse en el paseo del Prado, delante del Jardín Botánico. En 1924 el director del Jardín Botánico escribió al Ayuntamiento de Madrid una carta en la que se tilda de improcedente y perjudicial para la salud la colocación permanente de los puestos frente a la verja. La protesta del director hizo que se colocara en la cuesta de Moyano,calle que se había abierto en terrenos que pertenecieron al jardín Botánico. Esta feria era denominada por Ramón Gómez de la Serna como la feria del boquerón, debido a que por aquella época los libros se vendían a quince céntimos, igual que los boquerones. En 1925 permaneció abierta de forma permanente la feria fija del libro en unos cajones hechos con madera de pino. El diseño de las casetas cada una de ellas de quince metros cuadrados fue realizado por el arquitecto Luis Bellido. El ayuntamiento fijó como número máximo el de treinta casetas, prohibió poner tinglados auxiliares, utilizar alumbrado o calefacción y subarrendar el puesto. El canon municipal, que oscilaba entre las treinta y las cincuenta pesetas al mes, debía abonarse en los ocho primeros días de cada trimestre.

### Cambios en la Cuesta
El emplazamiento no gustó y varios intelectuales de la época enviaron una queja al Ayuntamiento que no fue atendida; de la misma forma la queja que hicieron en 1931 los libreros para colocarse en el paseo del Prado, entre el Banco de España y el Museo del Prado. El alcalde Pedro Rico solicitó un estudio al arquitecto Francisco Javier Ferrero para construir cuarenta casetas frente al museo del Prado. El proyecto no llegó a acomenterse y tras la Guerra Civil el emplazamiento ya se había estabilizado, haciendo que los primeros intentos de cambiar el emplazamiento fueran olvidados. En el año 1969 el Ayuntamiento consideró la renovación de las casetas y encargó un nuevo diseño a los arquitectos Joaquín Roldán y José Ángel Rodrigo. El proyecto coincidía con la renovación del Jardín Botánico, diseñando una apertura en la esquina de la calle Moyano con el Paseo del Prado. Finalmente el proyecto se quedó sin realizar. En 1984 se volvieron a estudiar las condiciones de habitabilidad, y finalmente el Ayuntamiento concedió el permiso para que las casetas tuvieran agua, electricidad y teléfono. Durante las obras de 1986 los libreros volvieron por segunda vez al Paseo del Prado. Las obras permitieron insertar entre las casetas existentes una con aseos, y otra para un vigilante. Se acordó mantener el aspecto clásico.

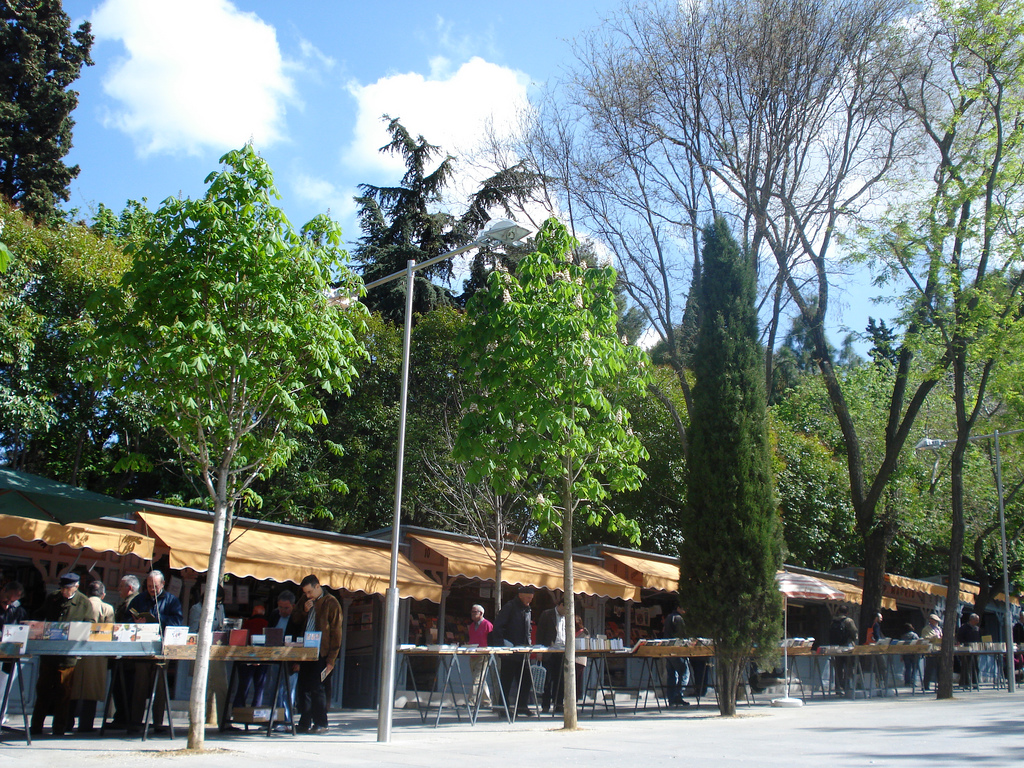
Casetas de libros en la Cuesta de Moyano, en 2008.

### Actualidad
Este enclave sufrió un grave contratiempo en julio del año 2004 tras el incendio de una estación eléctrica en la vecina calle de Almadén. El suceso motivó el traslado de la misma al subsuelo de la Cuesta de Moyano. Las obras obligaron al traslado provisional de los libreros a unas casetas de tablero aglomerado alineadas, una vez más, junto a la verja del Jardín Botánico. A su emplazamiento original, por tercera vez. Pero esta circunstancia adversa se aprovechó para acometer una profunda remodelación de la Cuesta, que se prolongó durante más de dos años, como parte del Plan Especial Prado-Recoletos, realizado por el equipo de arquitectos Álvaro Siza, Juan Miguel Hernández de León, Carlos Riaño y José Miguel Rueda. El 19 de abril de 2007 se reabrió finalmente la Cuesta a los libreros y a los peatones, habiéndose eliminado la circulación de vehículos. 
Desde ese día la cuesta está presidida en la parte altapor el monumento a Pío Baroja, uno de los promotores de la feria, trasladado desde su primitiva ubicación en el cercano parque del Retiro. En la parte baja de la Cuesta, junto al Paseo del Prado, se levanta el monumento a Claudio Moyano.
En 2017, la caseta número 1, que desde 2005 estaba reservada para el Ayuntamiento con el fin de vender sus propias publicaciones, se convirtió en una caseta de animación cultural, con el nombre de La 1 de Moyano.